# Eriophyton
Eriophyton és un gènere d'angiospermes que pertany a la família de les lamiàcies, i que consta de dos espècies.

## Taxonomia
- Eriophyton afghanicum
- Eriophyton wallichianum